# Baai van Phang Nga

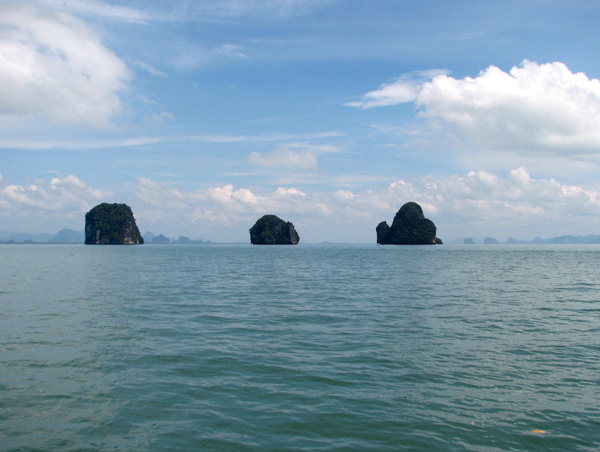
Eilanden in de baai van Phang Nga.

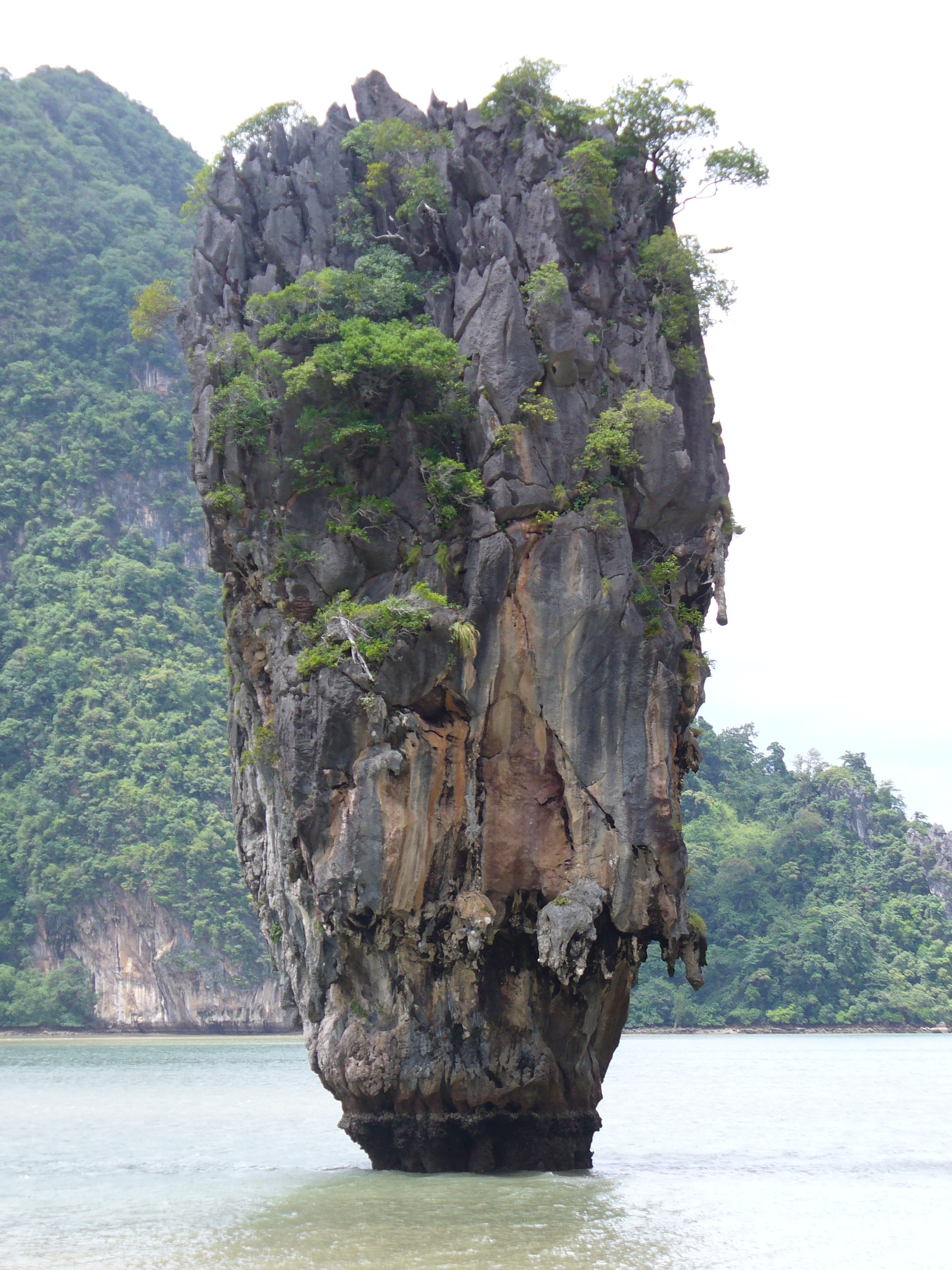
Ko Tapu, bekend van de James Bondfilm The Man with the Golden Gun, in de baai van Phang Nga.

Phang Nga Bay (Thais: อ่าวพังงา) is een baai van 400 km² in de Straat Malakka tussen het eiland Phuket en het vasteland van Malakka in de regio Zuid-Thailand. Sinds 1981 behoort een groot deel van de baai tot het Nationaal Park Ao Phang Nga. Het park ligt in de provincie Changwat Phang Nga, op 08°17'N 098°36'E.
In de baai komen veel kalksteenrotsen met grotten voor. Ook zijn er verschillende archeologische opgravingen gedaan waarbij schilderingen van meer dan duizend jaar oud zijn aangetroffen. Ongeveer 10.000 jaar geleden, toen het zeeniveau lager was, kon men van Changwat Phuket naar Krabi lopen.

## Ramsargebied
Het Nationaal Park Baai van Phang Nga is aangewezen als beschermd Ramsargebied (nummer 1185) van internationaal ecologisch belang op 14 augustus 2002. Phang Nga is een ondiepe baai met 42 eilanden met, behalve ondiepe zee, bebost drasland dat bij laagwater droogvalt. 
Er komen 28 soorten mangrovebomen en -struiken voor en daarnaast zeegrasvelden en koraalriffen.
In de baai komen ten minste 88 vogelsoorten voor, waaronder de wereldwijd bedreigde Maleise plevier (Charadrius peronii) en Aziatische grijze snip (Limnodromus semipalmatus), alsook 82 vissoorten, 18 reptielsoorten, drie amfibiesoorten en 17 zoogdiersoorten. Zoogdieren zijn onder meer de doejong, de withandgibbon (Hylobates lar), de bedreigde Sumatraanse bosgem (Capricornis sumatraensis) en de Indische bruinvis (Neophocaena phocaenoides).
In het gebied leven mensen van verschillende culturen in kleine gemeenschappen. Middelen van bestaan zijn visserij, verbouw van Nypa fruticans voor dakbedekking en begeleiding van toeristen. Deze toeristen komen af op de schoonheid van de natuur en de archeologische bijzonderheden.

## James Bond
Het meest bekende eiland in de baai is de naaldvormige kalkrots Khao Tapu. De rots, vaak in combinatie met het nabije eilandenpaar Khao Phing Kan, wordt wel aangeduid als 'James Bondeiland', omdat scènes uit de film The Man with the Golden Gun hier zijn opgenomen.